# Fares Kilzie
Fares Nikhadovitch Kilzie (en russe : Фарес Нихадович Кильзие, né le 4 juin 1968) est un entrepreneur russe. Il est président de CREON Capital et président du conseil d'administration de Creon Energy ,.

## Formation et débuts
Fares Kilzie est né le 4 juin 1968.
En 1993, il est diplômé de l'université de médecine du Kouban, dans le Kraï de Krasnodar, avec une spécialisation en « biochimie ».
En octobre de la même année, il devient chef de département au bureau de Moscou d'ANAS GROUP. En janvier 1995, il est nommé directeur général de la société. Il a notamment pour tâche d'évaluer la compétitivité de la fabrication de produits chimiques au niveau des pays et des régions de la Russie et des pays d'Europe centrale et orientale, ainsi que d'établir un état des lieux et des perspectives de développement de différentes sociétés de produits chimiques.
En février 1996, Kilzie est nommé directeur général de FABA CHEMICALS GmbH, où il est impliqué dans le développement et la mise en œuvre de projets d'optimisation de l'approvisionnement direct en matières premières en provenance de Russie et de pays de la CEI.

## Parcours dans le groupe CREON
En janvier 2000, il devient président du conseil d’administration de Creon Advisory Company, situé à Moscou. Depuis mai 2012, il est président du conseil d'administration de Creon Energy.
En 2001, Kilzie crée la première agence d’information indépendante spécialisée dans le secteur, la RCC (Russian Chemical Consulting) GmbH, qui devient l’un des portails d’information sur les entreprises les plus reconnus en Russie.
En 2002, le groupe CREON est créé. Kilzie y supervise le processus d’élaboration et d’estimation des plans d’entreprise, et travaille sur des projets de développement commercial et scientifique. En 2012, Kilzie prend en charge CREON Energy, qui est conseiller officiel du ministère du Développement économique de la fédération de Russie depuis plusieurs années, en particulier concernant la classification des questions relatives au gaz hydro carbonique liquéfié.
Au même moment en 2012, la société OJSC INVENTRA, arrive sur le marché, spécialisée dans le conseil pour l'industrie des polymères et les produits connexes. En 2017, la société CREON Chemicals se développe dans l'agrochimie et la chimie spéciale.
En 2016, Kilzie prend les devants en créant un fonds d'investissement direct, le fonds CREON Energy Fund SICAV-SIF, axé sur les investissements dans le secteur de la chimie en fédération de Russie. Le montant total estimé des investissements du fonds dépasse 100 millions d’euros. Le Fonds investit dans les projets en lancement, dans des sociétés russes en croissance, ainsi que dans des éco-projets d’économie «verte» et d’énergie alternative. CREON Capital Sarl est la société gérante et l’associé illimité. Son siège social est situé à Luxembourg. Les partenaires de CREON Capital sont Caceis Bank Luxembourg SA, Ernst & Young SA, Arendt &amp; Medernach SA.
À la tête du groupe CREON, Kilzie assure la gestion de certains projets. Ainsi, depuis 2014, le groupe CREON agit en tant que conseiller et exploitant du projet de génie civil de l’usine de production de méthanol Methanol Serverny, mis en œuvre par la société NGSK à Ust-Luga (région de Léningrad ), et est responsable de la réalisation du projet à grande échelle.

## Organisation d'événements au sein du groupe CREON

### Notation des sociétés pétrolières et gazières en Russie réalisée avec le WWF
En 2014, conjointement avec WWF, Kilzie et Creon Energy organisent la première évaluation de la responsabilité environnementale des sociétés pétrolières et gazières de la fédération de Russie, dans le cadre du projet Rational Approach. La notation inclut 19 sociétés leaders sur les volumes d'extraction de pétrole et de gaz naturel ,,,.

### Partenariat avec le RIAC
En octobre 2015, le Conseil des affaires internationales de la Russie (RIAC), en association avec le Centre d'études stratégiques (SAM) du ministère des Affaires étrangères de Turquie et avec le soutien du groupe CREON, organise une conférence internationale intitulée «Russie et Turquie - Forger un partenariat multidimensionnel ». En mai 2016, le RIAC organise, en coopération avec le groupe CREON et le Comité russo-chinois pour l'amitié et le développement, la deuxième conférence internationale intitulée «Russie et Chine - Vers une nouvelle qualité de relations bilatérales» .

### Événements internationaux liés à l'industrie
Plus de 300 conférences, congrès et forums d’affaires sont organisés sur le thème de l’extraction et du traitement des combustibles fossiles, du traitement des polymères et du développement des produits agrochimiques ,.
En 2014, Creon Energy Group organise le Forum national sur les plastiques de Russie et créé le prix qui porte le même nom, prix qui vise à encourager les entreprises russes engagées dans le développement de l'industrie des plastiques du pays. Selon Kilzie, la transformation du plastique est devenue un point clé pour le développement d’un segment important de l’industrie russe .

## Vie privée
Kilzie parle couramment le russe, l'anglais, l'allemand, l'arabe et l'espagnol. Il est marié et a cinq enfants.

### Articles et commentaires
- Le secteur énergétique russe perd 150 à 200 milliards de dollars à la suite de nouvelles sanctions - expert
- Les Pays-Bas Krise trifft den deutschen Mittelstand
- Pourquoi la production de pétrole en Russie est sur le point de décliner
- Russland investiert 5 Mrd. Euro dans Raffinerien ab 2016
- Russland aura zur Helium-Weltmacht aufsteigen

### Entretiens
- Si le gouvernement ne parvient pas à y faire face, il devrait partir - interview pour le magazine Kommersant- Dengi
- Fares Kilzie - "Nous perdons nos plus proches amis"
- Fares Kilzie: “La malédiction du pétrole” fonctionnera pour la Russie